# Баркер, Ронни

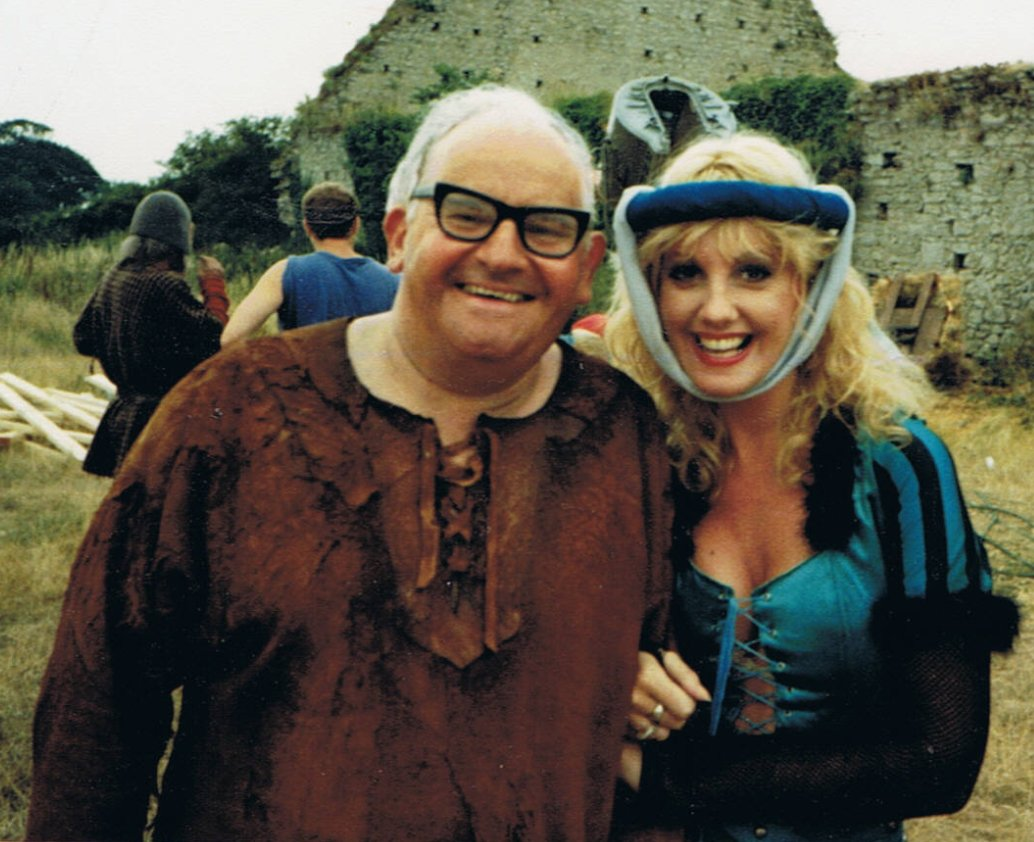
Со Сьюзи Сильви, 1980-е годы

Ро́нальд Уи́льям Джо́рдж Ба́ркер (англ. Ronald William George Barker; 25 сентября 1929[…], Бедфорд — 3 октября 2005, Аддебери, Юго-Восточная Англия), обрёл популярность как Ро́нни Ба́ркер — британский актёр, комик и писатель. Известен своими ролями в ситкомах: «Овсянка», «Открыты круглосуточно» и «Два Ронни».

## Биография
Родился 25 сентября 1929 года в Бедфорде в семье Леонарда и Эдит Баркер. Отец работал клерком в компании «Shell Mex». Учился в младшей школе Доннингтона. После её окончания Рональд занялся архитектурой, но бросил это дело спустя 6 месяцев. Затем устроился клерком в банке, совмещая работу с выступлениями любительской группы. Не сумев поступить в театральную школу Янг-Вика, успешно прошёл прослушивание в манчестерскую труппу из Эйлсбери. 

### Карьера
Профессиональная карьера Баркера началась в 1948 году, после вступления в элйсберийскую труппу, которая распалась спустя год в 1949. Ронни был вынужден подрабатывать  носильщиком в больнице на Оливер-роуд, пока в 1951 году не был принят в оксфордский театр. Вскоре его талант заметил Питер Холл и увез его в Вест-Энд.Ронни быстро утвердился на Вест-Эндской сцене, но решил перейти на радио. Появился в 300-ста эпизодах радиосериала «Военно-морской флот». В 1960-х снялся с Джоном Клизом и Ронни Корбеттом в «Морозном докладе». После этого карьера актёра пошла в гору: главная роль в «Двух Ронни», собственное шоу «Шесть дней с Баркером». Закрепили успех этих проектов культовые «Овсянка» и «Открыты Круглосуточно». В 1988 сославшись на здоровье Рональд ушёл из бизнеса, занявшись антиквариатом. Но в 2002 исполнил роль слуги Черчилля в «Надвигающейся буре». Спустя несколько лет он вернулся к «Двум Ронни», что стало последним появлением Баркера на экране.

### Смерть
Умер английский комик 5 октября 2005 года в 10.18 по лондонскому времени. На поминальной службе присутствовало около 2000 человек, крест сопровождали не две свечи, как принято, а четыре, что является отсылкой к скетчу из «Двух Ронни». Оставил наследство своей семье, 275 000 фунтов стерлингов разделены между детьми, остальное имущество досталось жене.

### Личная жизнь
Жена — Джой Табб, скончалась через 6 лет после смерти мужа в возрасте 78-и лет. Имел от неё трёх детей: Ларри, Шарлотту и Адама.

## Награды
В 1978 был награждён Орденом Британской империи.
Четырёхкратный лауреат премии BAFTA.
Также получил множество других наград при жизни в 1975, 1990, 1996 и 2004 годах.
В 2005 одним из первых получил звезду на лондонский Алее Славы.

## Избранная фильмография

### Телевидение
- 1960 — Лица Джима[англ.] — Различные
- 1962 — Убей или вылечи[англ.] — Бертон
- 1966-1967 — Морозный отчёт[англ.] — Различные
- 1968 — Театр Ронни Баркера[англ.] — Различные
- 1969-1970 — Прислушайтесь к Баркеру[англ.] — Лорд Растлесс
- 1971-1987 — Два Ронни[англ.] — Различные
- 1974-1977 — Овсянка[англ.] — Норман Стэнли Флетчер
- 1976-1985 — Открыто круглосуточно[англ.] — Альберт Аркрайт
- 1978 — Идти прямо[англ.] — Норман Стэнли Флетчер
- 1988 — Кларенс[англ.] — Кларенс Сейл
- 2002 — Надвигающаяся буря[англ.] — Дэвид Инчес

### Широкий экран
- 1965 — Сбежавшая железная дорога[англ.] — Мистер Галор
- 1965 — Ваш собственный дом[англ.] — Бетонщик
- 1967 — Человек снаружи[англ.] — Джордж Ванаксас
- 1976 — Робин и Мэриан — Брат Тук